# Phintella rajbharathi
Espèce
Phintella rajbharathi est une espèce d'araignées aranéomorphes de la famille des Salticidae.

## Distribution
Cette espèce est endémique du Tamil Nadu en Inde,. Elle se rencontre dans le district de Coimbatore.

## Description
Le mâle holotype mesure 3,99 mm.

## Systématique et taxinomie
Cette espèce a été décrite par Caleb, Sudhin et Sen en 2024.

## Étymologie
Cette espèce est nommée en l'honneur de Raj Bharathi.

## Publication originale
- Sudhin, Caleb & Sen, 2024 : « Additions to the knowledge on the genus Phintella Strand, 1906 (Araneae, Salticidae, Chrysillini) from India. » Zoosystematics and Evolution, vol. 100, no 1, p. 31-48 (texte intégral).